# Uhřice (Vyškov)
Uhřice é uma comuna checa localizada na região de Morávia do Sul, distrito de Vyškov.